# Siva breskova uš
Siva breskova uš (znanstveno ime Myzus persicae) je listna uš, ki je škodljivec na breskovih drevesih.

## Opis
Odrasle živali dosežejo v dolžino med 1,9 in 3,3 mm, s tipalkami, dolgimi približno toliko kot telo. Glava je črne barve, zadek je zelen s črnimi zaplatami. Oprsje je črno. Krilata uš ima dva para dolgih prosojnih kril, od katerih sta krili v prvem paru precej večji. Nekrilate oblike povsem svetlo zelene barve in so nekoliko manjše, saj v dolžino dosežejo le do 2 mm. Cevčici na zadku (siphonae) in repek (cauda) so krajši kot pri krilatih oblikah. Sifona sta temna in s konicami nekoliko nagnjena drug proti drugemu. Na čelu med tipalkama ima siva breskova uš značilni grbici.
Nimfe so sprva zelenkaste barve, kasneje postanejo rumenkaste, tiste, ki se kasneje spremenijo v krilate samice pa so lahko nekoliko rožnate barve.

## Škodljivec
Siva breskova uš je polifagna vrsta, saj zajeda prek 400 rastlinskih vrst. Za rastline ni nevarna le zaradi sesanja rastlinskih sokov, saj je siva breskova uš tudi prenašalka virusov na rastlinah, ki pripadajo prek 30 družinam, med njimi najbolj na razhudnikovkah, sladkorni pesi, papriki, špinači, solati, kapusnicah, grahu, fižolu, bobu, korenju, špargljih, sadnem drevju in še mnogih drugih vrstah. Napada tudi številne okrasne rastline, kot so nageljni, krizanteme, vrtnice in tudi druge.

## Naravni sovražniki
Med naravnimi sovražniki sive breskove uši so znani številni plenilci in zajedavci. Z njimi se hranijo dvopikčasta, sedempikčasta in desetpikčasta polonica iz družine polonic, pa tudi hrošči iz rodov Orius in Anthocoris (družina  antokorid). Nanje prežijo tudi mrežekrilci, med katerimi so najpomembnejše tenčičarice iz rodov Chrysopa in Chrysoperla ter trepetavke iz rodov Syrphus, Scaeva in Episyrphus ter hržice, kot so predstavniki rodu Aphidolestes, zajedajo pa jih ličinke različnih najezdnikov, in parazitske ose iz družine brakonid.
Pri biološkem nadzoru škodljivcev so pomembne še patogene glive iz redu Entomophthorales, ki napadajo sive breskove uši. V Sloveniji je za biološki nadzor sive breskove uši registriranih in dovoljenih pet naravnih sovražnikov: dvopikčasta polonica, plenilska hržica (Aphidoletes aphidimyza), navadna tenčičarica, navadna zimska trepetavka in brakonida vrste Aphidius matricariae.